# サウスカロライナ州の歴史
サウスカロライナ州の歴史（サウスカロライナしゅうのれきし、英:History of South Carolina）では、現在のアメリカ合衆国サウスカロライナ州の地域に、少なくとも紀元前1万3千年に先住民族が住み着いてからの歴史を概説する。

## 概要
サウスカロライナはアメリカ合衆国独立時13植民地の1つであった。その歴史は海外の諸外国からも連邦政府の支配からも政治的独立にむけた非凡な関わり方で特徴づけられる。重商主義や奴隷貿易の礎石として、南北戦争の火薬樽として、ジム・クロウ法の本家として、またディキシークラット（南部の民主党離反派）運動の心臓部として、サウスカロライナの歴史はアメリカにおける集中排除（反連邦主義）の縮図であり続けた。
現在サウスカロライナ州となっている地域に人が住み始めたのは少なくとも紀元前1万3千年（道具を制作する遊牧民が物資的遺跡を残し始めた）であるが、記録に残る歴史はエルナンド・デ・ソトが訪れた1540年に始まる。
カロライナの領主植民地は1670年のチャールズタウンに、イギリス植民地の一つであったバルバドスから移民が入植したのが始まりであった。植民地の初期から領主に対する不満が存在した。1715年から1717年にかけてのヤマシー戦争の後、開拓者は領主制を打倒した。1719年、植民地は公式に王室領植民地となったが、領主達は1729年までその権利を保持した。
カロライナの北部と南部の違いは領主支配の間も認識されていた。南北それぞれに別の政府が設立された。2つの植民地の事実上の分割は1729年に王室領として認められたときに正式のものになった。
サウスカロライナは1776年3月15日にイギリスからの独立を宣言し、独自の政府を打ち立てた。アメリカ独立宣言に署名することによりアメリカ合衆国に加盟した。2年間、そのプレジデントはジョン・ラトリッジであり、後に知事になった。1778年2月5日、アメリカでは最初の憲法となる連合規約を批准することでは最初の邦となった。

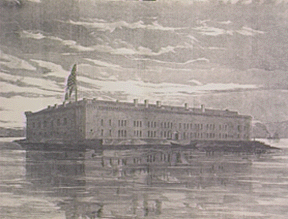
南北戦争を開始させた攻撃前のサムター砦。1861年の版画

1860年に反奴隷制を綱領とするエイブラハム・リンカーンが大統領に選ばれ、サウスカロライナ州は即座にまた注目に値する全会一致で合衆国からの脱退を決めた。1860年12月24日、合衆国を離れる最初の州となった。翌年2月にはアメリカ連合国に加盟した。4月には南北戦争が始まり、南軍はチャールストンにある北軍のサムター砦を攻撃した。
南軍が敗北した後、サウスカロライナはレコンストラクションを経験した。解放されたアフリカ系アメリカ人や貧乏な白人がレコンストラクション中に恩恵を受け、公民権を拡大し、公的教育制度を作って予算化し、社会福祉制度を作った。サウスカロライナで成立した憲法は27年間修正無しで保たれ、レコンストラクション中に制定された法律はそれよりも長く続いた。アフリカ系アメリカ人の進歩は短命に終わった。白人農園主が支配者として復帰すると、ジム・クロウ法を成立させ、これは特にサウスカロライナでは厳しいものであって、公的な場でアフリカ系アメリカ人を分離し、その労働者の運動を支配した。世紀の変わり目には、アフリカ系アメリカ人の権利を実質的に制限する法律を通した。サウスカロライナでは南北戦争の前からアフリカ系アメリカ人が多数派であったが、リンドン・ジョンソン大統領の任期中の1964年に公民権法の下で保護を回復するまで、その権利は制限されたままであった。
1865年から1940年までサウスカロライナ州は貧しかった。公的教育の予算が足りず、特にアフリカ系アメリカ人の教育水準は低かった。大半の人々は農園で暮らし綿花を育てた。より潤っていたのは土地所有者であり、小作人すなわちシェアクロッパーが農作業を行う農地にその土地を分割するとともに、雇用した労働力で自分の土地も耕作させた。ピードモント地区に徐々に工業化の波が伝わり、綿花を布地にさらに衣類に変えて国内市場に売る繊維工場ができた。
政治的には、サウスカロライナはソリッド・サウスの一部であった。アフリカ系アメリカ人は税金を払い他の市民の義務を支えたにも拘わらず、その権利は制限されており、1900年から1960年代遅くまで黒人の役人は選ばれなかった。白人はジム・クロウ法時代に人種差別を厳格に強制し、アフリカ系アメリカ人が教育を受ける機会、代表となり自由に公的活動を行う機会を制限した。1960年代の公民権法は人種差別を終わらせ、アフリカ系アメリカ人や他の少数民族の選挙権を保護した。
綿花が支配する時代は1950年代までに終わった。州中に工場が建てられ、農夫の大多数は農業から離れた。2000年まで、大統領選挙では頑なに共和党を支持してきたが、州および地方政府の選挙では2大政党が争ってきた。人口は増え続け2000年には400万人に達し、海岸地区は観光客や現役を退いた人には一等地となった。貧窮率は13.5%であり、国平均の11.7%より少し悪い程度である。

## 初期の歴史
サウスカロライナ地域にはヨーロッパ人による探検の前に数千年間アメリカ州の先住民族が住んでいた。考古学調査によって、道具を作る遊牧民が紀元前13,000年までにこの地に住んでいたことを示している。
ヨーロッパ人による最初の探検の時まで、29種族の先住民族がサウスカロライナ州となる領域内に住んでいた。

## 植民地時代

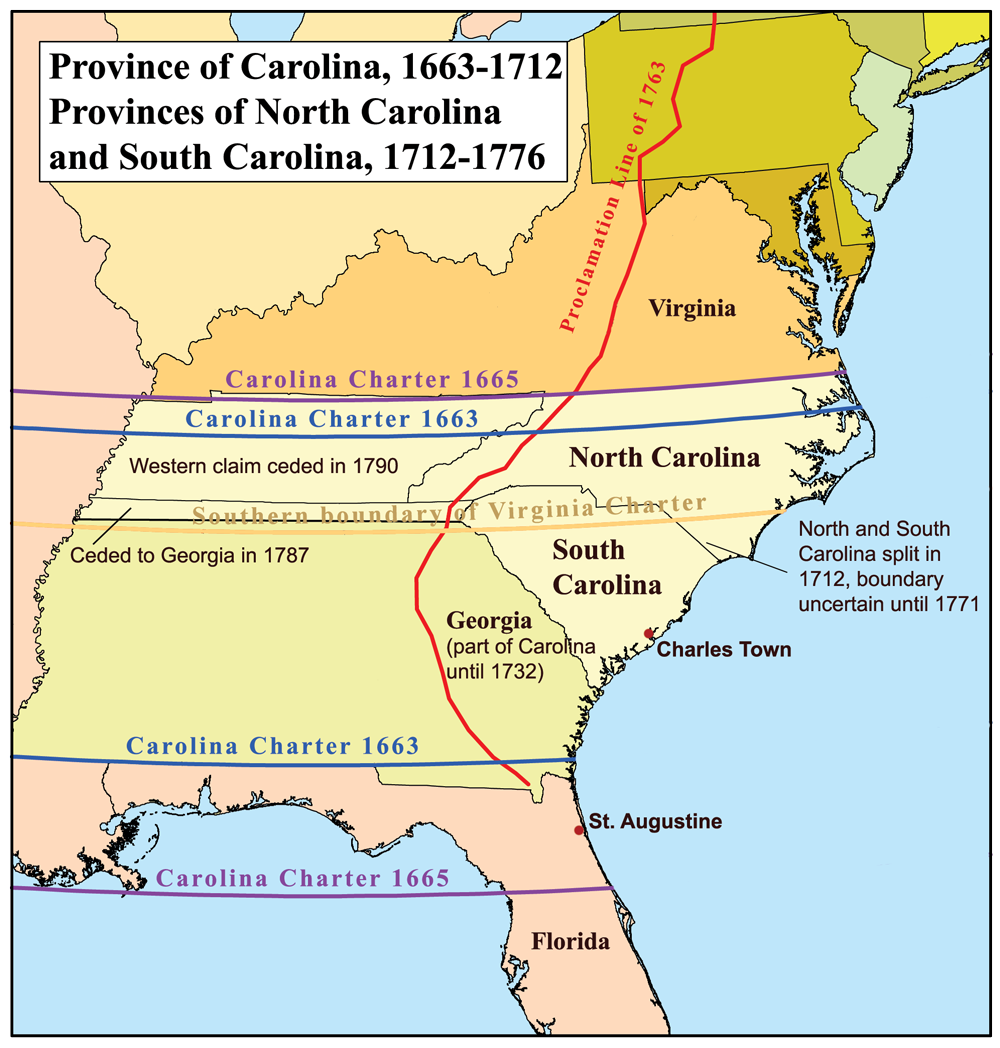
カロライナ植民地

16世紀の終わりまでに、スペインとフランスが何度か偵察任務の者を派遣し植民地化に失敗した後でこの地域から離れた。1629年、イングランド王チャールズ1世は北緯36度線から31度線までのあらゆるものについて、その検事総長に勅許を与えた。国王はこの土地をカーラナ植民地と呼んだが、国王自身の名前のラテン語形に倣って、後に発音上「カロライナ」と変えられた。1663年、チャールズ2世はこの土地を8人の貴族、植民地領主に与え、領主達は領主植民地としてカロライナ植民地を支配した。1715年から1717年にかけてのヤマシー戦争の後、植民地領主は増大する圧力の下にあるようになり、1719年にはその勅許を国王に返還することを強いられた。領主達は1729年まで土地の権利を保持したが、この時点で植民地は正式にノースカロライナとサウスカロライナの各植民地に分割され王室領となった。
1670年4月、アシュレー川とクーパー川の合流点、アルバマール・ポイントに開拓者達が到着し、チャールズタウンを建設し、国王チャールズ2世に因んでその町の名とした。
植民地時代を通じて、カロライナはスペインとの戦いやヤマシー戦争とチェロキー族との戦争を含む先住民族との多くの戦いを経験した。最初の数十年間、植民地のプランテーションは比較的小さく、その富は主に鹿皮とインディアン奴隷をインディアンと交易することから生まれた。米作の技術と知識があるアフリカ人奴隷の輸入によって、18世紀の初めの数十年間、農園主はプランテーションで米の栽培を始め、海岸地域で盛んになった。奴隷にされたアフリカ人は米作を定着させるために溝を掘り、ダムを造りその他の手段を施して、大きな土木工事に相当するものを作り出した。
低地がまず開拓され、プランテーションを作り出して大規模土地を所有することになった富裕な人々に支配された。大土地所有者は労働力として白人の年季奉公者を輸入したが、これはほとんどイングランドの10代少年少女であり、自分の土地を買えるという希望を持って渡航費の代償に働きにきた者達であった。農園主達は植民地の労働力としてアフリカ人も輸入した。初期には年季奉公と奴隷の境界は流動的であったが、次第に奴隷化の条件が固まってきた。18世紀の初めまでに、農園主達はその労働力を主に奴隷化したアフリカ人に頼るようになった。
ヤマシー戦争の後で、後背地にいたインディアンの人口が著しく減少した。海岸地区とは対照的に、新しく空白区となった後背地は主にペンシルベニアやバージニアから素早く南下してきたスコットランド系アイルランド人および北ブリテンの移民によって開拓された。アルスター、すなわちスコットランド低地やイングランド北部（境界地域）からの移民は、独立以前のイギリス諸島から来た集団のなかでも最大であり、他の者達よりも遅く大半が18世紀に移民してきた。この様な北ブリテンの移民はサウスカロライナ内陸の大半では多数派となった。この地域の環境特性はイギリス境界地域の文化に良く合っていた。このような移民は南部中の後背地に入植し零細農業に頼っていた。彼らはほとんど奴隷を所有しなかった。経歴、階級、奴隷の所有、経済および文化に違いがあったので、政治の世界に現れる低地と内陸の長年にわたる競合があった。
海岸地域の農園主は米とアイという奴隷の労働力による栽培に頼る主要農業生産物で富を得ていた。これら生産物を輸出することでサウスカロライナは独立以前では最も富裕な植民地の一つになった。18世紀の初頭頃、農園主達は主にジョージタウンやチャールストン地域の海岸で米作を始めた。奴隷にされたアフリカ人は米を栽培していた地域である西アフリカやシエラレオネから輸入されたときに様々な品種の稲やその栽培技術をもたらした。カロライナ・ゴールドとして知られる最良の米品種はその色といい収穫量といい、プランテーション所有者に大きな富をもたらすことになった 。
1740年代、イライザ・ルーカス・ピンクニーがアイの栽培を始めサウスカロライナ海岸地域に広めた。「インディゴ・ボナンザ」が続き、1750年代遅くにはサウスカロライナにおける生産量が百万ポンド (450トン)に近付いた。この成長はイギリスが1ポンドあたり6ペンスの助成金を出したことで加速された。
これに加えて生皮（主に鹿皮）と海軍用品や木材に植民地の経済は依存していた。海岸の町は南部のリブオークを主要材料として貿易を支援するための造船を始めた。
サウスカロライナの自由な憲法と早くから貿易で繁栄したことでセファルディム（スペインとポルトガル）のユダヤ人移民を惹き付けた。大半はラム酒や砂糖の貿易に関わっていたロンドンやバルバドスからやってきた。1800年時点で、チャールストンにはアメリカでも最大のユダヤ人人口がいた。

## 独立戦争
アメリカ独立に先立って、イギリスは歳入を補うためにアメリカ植民地への課税を始めた。サウスカロライナの住人は茶、紙、ワイン、ガラスおよび油に課税するタウンゼンド諸法に激怒した。印紙法に抗議するために、裕福な米プランテーション所有者トマス・リンチ、26歳の弁護士ジョン・ラトリッジおよびクリストファー・ガズデンを1765年にニューヨークで開催された印紙法会議に送り込んだ。諸税は撤廃されたが茶税は残った。間もなく、ボストン茶会事件と同様に、サウスカロライナの人々もチャールストン港に茶を投げ入れ始め、そのあとにはボイコットや抗議が続いた。
サウスカロライナは1776年3月15日にイギリスからの独立を宣言し独自の政府設立に動いた。イギリスとの貿易の歴史が長かったので、低地の都市には多くのロイヤリストがいた。アメリカ独立戦争の間にサウスカロライナで起こった戦いの多くはカロライナのロイヤリストやイギリスと同盟したチェロキー族インディアンとのものであった。このことはイギリス軍の将軍ヘンリー・クリントンにとって利点となり、その戦略はフロリダのセントオーガスティンから北へ行軍し、北部でジョージ・ワシントン軍を挟み撃ちすることであった。クリントンは何の脅威も無かったパトリオット（独立側）の逃げる兵士を攻撃し全滅に近くさせることで、ロイヤリストとは疎遠になり、パトリオットは激怒させた。
白人の植民地人だけが自由を望んだ者ではなかった。植民地にいる奴隷の4分の1に相当する25,000人以上が独立戦争の間に逃亡しイギリス軍に加わった。アフリカ系アメリカ人はイギリス軍と共に戦えば解放を約束されていた。
1780年10月7日、キングスマウンテンの戦いで、ピケンズは南北カロライナの部隊を率い、丘の上にいたイギリス軍パトリック・ファーガソン少佐とそのロイヤリスト部隊を攻撃した。これは民兵と訓練のされていない大陸兵によって勝ちとられたものだったので、パトリオットにとって特に大きな勝利となった。トーマス・ジェファーソンはこれを「流れを変える成功」と呼んだ。これはイギリス軍がチャールストンを占領してから初めてのパトリオット側勝利であった。パトリオット軍は川沿いでバナスター・"慈悲無し"・タールトン大佐の部隊を罠に嵌めることで、訓練の施されていない部隊のまま、チャールストンとサウスカロライナの回復に動いた。
1787年、ジョン・ラトリッジ、チャールズ・ピンクニー、チャールズ・コーツワース・ピンクニーおよびピアス・バトラーが憲法制定会議の開かれるフィラデルフィアに行き、アメリカ合衆国憲法の詳細な概要となるものの作成に関わった。合衆国憲法は1787年にサウスカロライナ州によって批准された。新しい州憲法は内陸部の支持が無いままに1790年に批准された。

## アンテベラムのサウスカロライナ
1786年のコットン・ジンの発明のお陰で、内陸部と低地の経済はその富の格差が無くなった。低地は長繊維綿花を栽培できたが、内陸部の土壌では短繊維の綿花しか作れなかった。低地の綿花は手で容易に分離できたが、イーライ・ホイットニーによるコットン・ジンの発明で内陸部の短繊維綿花も容易に分離できるようになった。この発明で、農夫達はその綿花畑を拡張するためにさらに多くの労働者を必要とするようになった。内陸部の農園主は奴隷化されたアフリカ人の輸入量を増やした。19世紀の初めには、サウスカロライナの白人人口20万人に対し、アフリカ系アメリカ人15万人がおり、ほとんどが奴隷であった。
チャールストンにおける政治腐敗の危険を避けるために、州都はコロンビアに移された。米英戦争の前、州議会は北部の産業が商品を輸出することを妨げる法案を通し、国内の党派的対立となった。しかし、戦後はジョン・カルフーンが産業の強化の必要性を訴え、高い保護関税を提案した。カルフーンは後に全く逆の立場に変わった。
1828年、カルフーンは憲法を解釈して、各州の州政府はその州の中では連邦政府よりも強い権限があると決めた。その結果、もしある州が不必要と判断すれば、その領域内で連邦法を「無効化」できる権利があるとされた。1832年、サウスカロライナ州議会が連邦政府が決めた憎むべき関税を即座に「無効化」したとき、アンドリュー・ジャクソン大統領はこの行動をあからさまな反逆であると宣言し、法律を強制するためにアメリカ海軍の艦船をサウスカロライナに派遣させた。
カルフーンは副大統領を辞任し、サウスカロライナの上院議員になって仲間のカロライナ人を刺激している問題の解決を図り、合衆国からの脱退の動きを止めようとした。連邦軍がチャールストンに到着する前に、カルフーンと上院議員のヘンリー・クレイが妥協に達した。クレイは1833年の妥協関税、すなわち10年間は低い税率に抑えるという法案を合衆国下院で通した。
奴隷を所有する白人はアフリカ系アメリカ人奴隷に大きな投資を行い、かつ奴隷の数が白人を上回るようになったことを認識していたので、奴隷制度に関する心配が増えていった。1822年自由黒人職人で説教師のデンマーク・ビージーが1隊の奴隷と自由黒人を使ってチャールストンの白人支配を転覆させる計画を立てたという廉で有罪を宣告された。これに驚いた白人達は外出禁止令を布き、奴隷に読み書きを教えることを禁じ、アフリカ系アメリカ人による多人数の集会を禁止した。自由黒人が存在すること自体が奴隷社会に対する挑戦であるとみられたので、サウスカロライナ議会は奴隷所有者達に、それまでの慣例であった遺言や遺贈により解放を許すのではなく、解放を望む者それぞれついて州議会に請願することを要求した。白人社会は度々奴隷反乱の噂に怯えたが、奴隷が暮らしている条件を考えれば奴隷達による暴力の可能性は比較的少なかった。
1860年までに州の人口は703,620人となり、その57%、すなわち402,000人以上が奴隷であるアフリカ系アメリカ人に分類された。自由黒人の数は1万人を幾らか下回るものであった。自由黒人の大半はチャールストンに住み、熟練工、職人および労働者として暮らしを支え、独自の地域社会を持った。
サウスカロライナ州がその経済において過度に綿花に依存していたことは、3つの方向で南北戦争後の貧窮に繋がった。農園主は栽培によって広大な土地を疲弊させており、内陸の小農は綿花のために自給自足農業が減っており、さらに他の州の大きな利益が白人も黒人も有能な多くの人材の流出に繋がっていった。1820年から1860年の間に、20万人近い白人が主に深南部の州や辺境での機会を求めて州を離れた。彼らの多くは奴隷のアフリカ系アメリカ人を連れて行った。深南部プランテーションのために貿易業者に売られた奴隷もいた。州内の最も富裕な人々は土地を肥えさせておくことや製造業を奨励するために投資していなかった。

## 南北戦争

### 戦前の緊張
サウスカロライナの白人で奴隷の解放を選択肢として見ている者はほとんどいなかった。州内の大半の場所で多数派となっている黒人が解放されれば、彼らは白人が大切にしてきた社会と文化を「アフリカ化」するのではないかと恐れた。このことは西インド諸島の幾つかの地域で起こった奴隷による革命の後で起こったと信じていることだった。カロライナの指導者層は如何なる種類の脱退にも反対する連邦主義者と、脱退は州の権限だと信じる者とに分裂した。
ジョン・カルフーンは、乾燥し不毛の西部ではプランテーションの仕組みを維持できず奴隷がいないままになると言った。合衆国議会は新しい領土から奴隷制を排除すべきではなく、その領土内で奴隷制を認めるか否かは自分達で選ばせればよいと提案した。しかし、カルフーンが1850年に死んだ後、サウスカロライナは国家的見地で立ち、即座に脱退を望む好戦的なカロライナの党派の行動を抑えられるような偉大な指導者がいないままであった。アンドリュー・ピケンズ・バトラーは、チャールストンの出版者で即時脱退を推奨し必要ならば独立を謳うロバート・バーンウェル・レットと議論した。バトラーがこの議論に勝ったが、レットはバトラーより長生きした。
国民がエイブラハム・リンカーンが大統領に選ばれることになると信じ始めたとき、深南部の諸州は選択肢を議論するために会議を招集した。サウスカロライナはそのような会議を招集した最初の州であり、国政選挙の後の12月に会した。1860年12月17日、コロンビアの第一バプテスト教会に集まった代議員は全会一致で合衆国からの脱退を決めた。ジェームズ・ブキャナン大統領は脱退が違法であると宣言したがそれを止める行動を起こさなかった。

### サムター砦

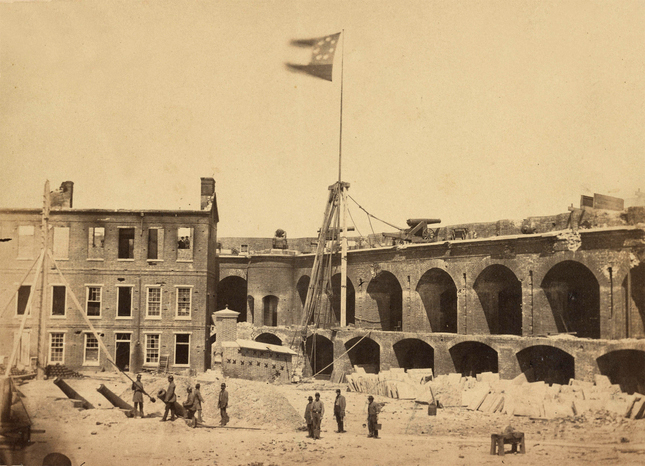
アメリカ連合国の国旗が翻る砦の内部。1861年

その6日後でクリスマスの次の日、チャールストンにいたアメリカ軍の指揮官ロバート・アンダーソン少佐がチャールストン港にある島の要塞サムター砦に命令に反して退却させた。サウスカロライナ州兵は本土にある放棄された砲台に群がり集まり島に向けて大砲を撃つ訓練を行った。サムターは海軍がチャールストンへ侵入することを防ぐ重要な地点であり、南軍は連邦軍が無期限にそこに留まっていることを許すわけにはいかなかった。さらに重要なことは、外国（アメリカ合衆国）の軍隊がその最大の港を支配しているということは、アメリカ連合国が真に独立していないということを意味した。これはリンカーンが指摘したことであった。
2月4日コットン州7州の議会がアラバマ州モンゴメリーに集まり、アメリカ連合国の新しい憲法を承認した。リンカーンはアメリカ合衆国が「『不可分の』1つの国」であると述べ、南部諸州の脱退権を否定した。サウスカロライナ州は1861年2月8日にアメリカ連合国に加盟し、独立したサウスカロライナ州の状態を6週間足らずで終わらせた。バージニア州の政治家ロジャー・プライアは、「オールド・ドミニオン」（バージニア州の渾名）をアメリカ連合国に加盟させる唯一の方法は、サウスカロライナ州がアメリカ合衆国に戦争を仕掛けることだとチャールストンで言った。手始めの場所はチャールストン港の真ん中にあった。
港の縁には約6,000名の者が駐屯し、サムター砦の60名に向かって仕掛ける用意ができていた。4月12日午前4時半、激しい交渉のあった2日後、アメリカ海軍の艦船が港外にいる状況で砲撃が始まった。このことはジェファーソン・デイヴィス大統領とその内閣が決定した。エドマンド・ラフィンは通常、最初の砲弾を放ったものとされている。34時間後、アンダーソンの部隊が白旗を揚げ、軍隊旗を靡かせ太鼓を叩きながら砦から去ることを許された。アメリカ国旗を降ろすまえに50発の砲声を放って国旗を祝した。

### 南北戦争による荒廃
南部は人口、武器、海洋技術で不利であった。南部の者で水夫は希であった。連邦政府の艦船が南部に移動し、港を一つ一つ封鎖していった。11月には既に、北軍がボーフォート地区の諸島を占領し、チャールストンやサバンナの港を塞ぐ人員と艦船の重要な基地とした。多くのプランテーション所有者は既に遠くに逃げ場を求めており、時には奴隷も連れて行った。
諸島に残ったアフリカ系アメリカ人はこの戦争で最初に「解放された人」となった。諸島は教育のための実験の場となり、北部の任務を帯びた教師達が元奴隷の成人や学ぶことに熱心な子供達を見出し、またアフリカ系アメリカ人は自分達のために土地を確保できたので自給自足農業を始めた。
サウスカロライナは重要な拠点であり、1863年から北軍はチャールストンを占拠しようとして失敗したが、1865年まで州内では軍事的衝突はあまり起こらなかった。北軍の将軍ウィリアム・シャーマンがサバンナで海への進軍を完成させ、コロンビアを占領してノースカロライナに向かった。この行軍にはほとんど抵抗が無かった。1865年に行われたシャーマンの両カロライナの行軍によって、コロンビアや他の多くの町が焼かれた。
州内には貧窮の時代が来た。農業不況が起こり、労働市場における変化が農業を混乱させた。またサウスカロライナ州は他の南部州よりも多くの若い白人男性を戦争で失っていた。記録に残る戦死者は18,666名であるが、戦争による負傷が元で死に至った者は21.146名に達すると考えられる。これは1860年時点での国勢調査でサウスカロライナ州の18歳から45歳までの白人男性のうち31ないし35%に相当した。
1865年2月21日、南軍が遂にチャールストンを明け渡し、黒人第55マサチューセッツ連隊が市中に入った。アメリカ合衆国国旗がサムター砦に再度掲げられる式典で、元砦の司令官ロバート・アンダーソンは2人の者と掲揚台に上がった。その2人とはアフリカ系アメリカ人で北軍の英雄ロバート・スモールズとデンマーク・ビージーの息子であった。

## レコンストラクション 1865年-1877年
アフリカ系アメリカ人は長い間州内人口の多数を占めてきた。レコンストラクションの間にサウスカロライナ政府で初めて顕著な役割を演じ始めた。戦前や戦中の政界にあった反北部感情にも拘わらず、州の指導的世論形成者ウェイド・ハンプトン3世を含むサウスカロライナの住民は、白人市民がアンドリュー・ジョンソン大統領の言う合衆国再加盟の条件を受け入れるものと信じた。しかし、1865年に州議会は「黒人法」（英語: Black Codes）を通して北部人を怒らせ、解放奴隷に対して奴隷制に準じるものを課そうとしていると告発された。サウスカロライナの黒人法は次のように記述されていた。
役務を契約する有色人は「従僕」と呼ばれ、契約した相手は「主人」と呼ばれる。農場における労働時間は日曜日を除いて日の出から日の入りまでとする。黒人は日の出とともに起床すること。時間に遅れた場合はその賃金を減額され、病気で労働できない場合は食料費や看護費などを差し引く。日曜日に外出する場合も日没までにプランテーションに戻らねばならない。家付き従僕は昼夜、曜日を問わず如何なる時も呼び出しに応じること。彼らは「特にその主人、主人の家族および客に対して礼儀を尽くし行儀良く」していなければならない。その代わりに「優しく親切な待遇」を受けられるものとする。肉体におよぶ罰、その他の罰は地方判事または他の公的役人の命令で管理されるものとする。黒人が道路を彷徨したり乞食や泥棒を生活の手段としないように、ある厳格性を持った放浪者規制法が定められる。
黒人法は北部の世論を激怒させ、外見上どの州でも実行に移されることはなかった。
急進派共和党が1866年の選挙に勝利してレコンストラクションの過程を支配した。軍はあらゆる男性投票権者を登録し、選挙では解放奴隷、カーペットバッガーおよびスキャラワグの連携になる共和党政府が選ばれた。連邦政府が強制した1868年の新憲法で民主的改革が進んだ。スキャラワグはそれを支持したが、大半の白人は共和党政府を黒人の利益のみを代弁していると見なしてほとんど支持しなかった。法律で元南軍兵に武器を持つことを禁じていたが、実質的に州内で生まれた白人男性がすべてこれに該当し、特にライフルを持った黒人州兵隊がサウスカロライナの町の通りで訓練を始めると、緊張を高めるだけであった。
人種間の敵意に加えて、元奴隷が白人を裏切ったという多くの白人の感情があった。戦前、奴隷所有者は奴隷を待遇良く扱っていたので奴隷の忠誠心も得ていたと確信していた。北軍が入ってきて何千という奴隷が脱走し（多くの奴隷はそうしなかったが）、奴隷所有者は当惑した。黒人は先を争ってその新しい権利を確保しようとし、白人は黒人の権利を否定することで社会的地位にしがみつこうとした。

### 1876年の州知事選挙
その後間もなくクー・クラックス・クランの襲撃が始まり、白人優位の社会を取り戻そうとして黒人や黒人同調者を脅し殺した。ある地域では、数年後に土地の指導者がその運動を抑え込んだ。1876年、特に黒人人口が白人よりも少ないピードモントの町では緊張関係が高まった。レッド・シャーツによる多くの示威行動があり、白人民主党は如何なる手段でも次の選挙に勝とうと決意した。自警団的な集団であるレッド・シャーツはサウスカロライナの流れを変え、この年こそが支配を奪還する時であり、黒人を脅すことで投票させないようにできると白人達に確信させた。暴力沙汰を理由に共和党の知事ダニエル・チェンバレンは治安を維持するためにワシントンD.C.からの支援を求めた。ユリシーズ・グラント大統領は秩序を回復し公正な選挙を行うために連邦軍を派遣した。
1874年にミシシッピ州の支配を取り戻した「ミシシッピ計画」をモデルとして、サウスカロライナのリディーマーは黒人を脅迫し、説伏し、支配した。大型拳銃やライフルで武装し、馬であらゆる共和党の集会に乗り入れ、発言の機会を要求した。レッド・シャーツが群衆の間を動き回った。各人が監視する黒人を選び、妨害するようならば射殺すると個人的に脅した。リディーマーは多くのライフル・クラブを組織化した。解体するようにという命令には従いながら、時には伝道協会とかダンスクラブとしてしかもライフルを持って再組織化した。民主党候補者への投票を拒む黒人活動家やスキャラワグに対しては厳しい経済的ボイコットを課した。人々は政治的見解の故に職を失った。リディーマーは敵を撃ち倒したがいつも法の中でのことだった。流血を呼ぶ紛争は数少なかった。ウェイド・ハンプトンは州内で40回以上の演説を行った。多くの黒人共和党員が彼の側について、赤シャツを着け白人と共に行進した。大半のスキャラワグは、民主党に鞍替えした者がそう呼ばれたように、「ヨルダン川を渡った」。
選挙の当日、両党によって採用されたあらゆる面からの脅しがあり、1877年の妥協で中心的な役割を演じたワシントンでもその結果が論じられた。どちらの党も勝利を宣言した。民主党が自分達の建物に移るまでの間、しばらくは州議会議事堂の議場で2つの異なる州議会が並んで仕事をした（議長は議長席を分け合ったが、それぞれの小槌をたたいた）。そこでは民主党が法案を通し続け州の仕事を遂行したが、共和党も全く同じようにした。共和党の州議会は汚染された選挙結果を棚上げし、チェンバレンを知事に再選した。1週間後、ウェイド・ハンプトンが民主党のために就任宣誓を行った。
最終的に合衆国大統領ラザフォード・ヘイズが、サミュエル・ティルデンと戦った大統領選挙での南部の支持に答える形でコロンビアから連邦軍を引き上げさせた。共和党政府は崩壊し、チェンバレンは北部に行き、ウェイド・ハンプトンとそのリディーマーが政権を取った。

## 保守派の支配 1877年-1890年

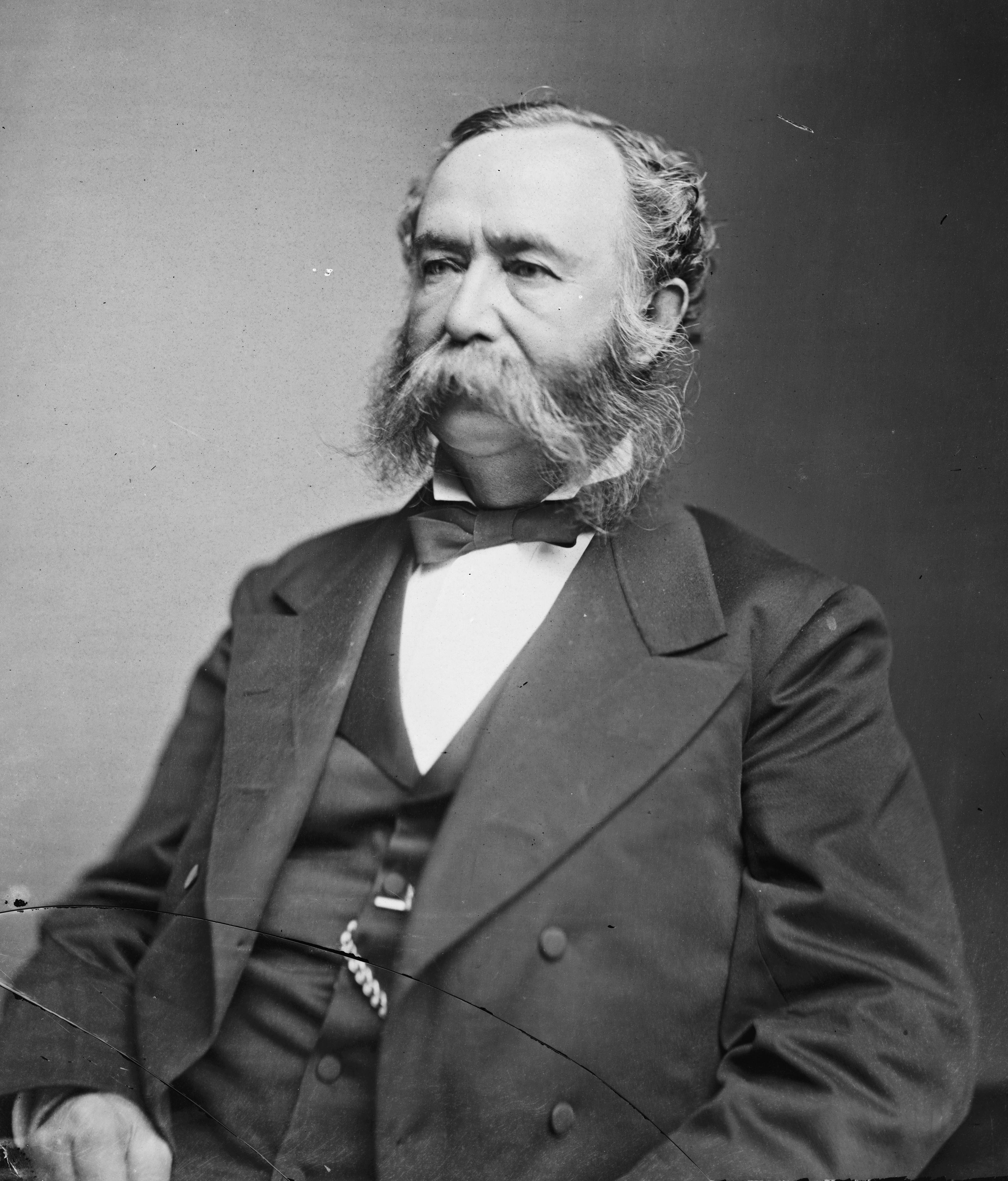
サウスカロライナの救世主、ウェイド・ハンプトン3世

ウェイド・ハンプトン将軍や他の元南軍古参兵に率いられる民主党は戦前の政策に戻すことを支持した。保守派あるいはブルボン民主党として知られるこの指導層は、政府による必要最低限の介入と、白人優位を維持しつつ黒人との宥和政策を好んだ。また保守派の興味は、サウスカロライナ大学を戦前の州内高等教育制度を指導する傑出した位置付けに戻すこともあった。
民主党はひとたび政権を取ると直ぐに、その地歩を固め急進派共和党によって州内に与えられた損失の回復に努めた。共和党員がその役職を辞任するように圧力を掛けたので、1年以内に立法府と司法府の役職はしっかりと民主党の支配下に入った。レコンストラクションの間に高位にあった共和党員によって行われた汚職や不正行為に対する調査を始めた。1876年の選挙運動での暴力沙汰に関わったとして告発されていた白人の起訴を連邦政府が取り止めたときに、共和党員の告訴も取り下げられた。
民主党はその位置付けが安定すると、次は州債の問題に取り掛かった。レコンストラクション中の政府は公的教育制度や新しい慈善制度を刑務所の改良と共に打ち立てていた。そこに汚職が生まれたが恩恵を受けたのはほとんど白人の南部人だった。戦前は農園主階級が教育のような公的プログラムの支援を拒んだために、税金は過度に低かった。戦後期の緊急事態は州債を急速に拡大させた。急進派共和党が1868年に権力を握ったときの州債は540万ドルであったのに対し、共和党が州政府の権限を失った1877年には1,850万ドルまで脹れ上がっていた。マーティン・ゲイリーに率いられた内陸分の多くの民主党員は州債を全額帳消しにするよう要求したが、ゲイリーはチャールストンの債権者に反対された。ウェイド・ハンプトンによる妥協案が提示されて成立し、1882年10月までに州債は650万ドルまで減額された。
保守派によって行われた他の議会主導施策はその主要な支持者である農園主や事業家階級に恩恵を施した。あらゆる税金が引き下げられ、貧乏な白人や黒人を助けていた公的な社会と教育のプログラムに対する予算がカットされた。口頭での契約が法的に拘束力あるものとされ、契約不履行は刑事犯罪として強化された。また農園主に対して負債がある者は労働で負債を償還できるとされた。さらに、サウスカロライナ大学は士官学校と共に再開され、州政府によって寛大に支援された。
1880年代遅くまでに、農民運動が州内に拡がり、自給農夫がその政治的権利を行使することを奨励した。彼らは議会に圧力を掛けて農業大学を作らせた。1887年に議会は渋々ながらサウスカロライナ大学に農学部を併設して要求を満たした。ベンジャミン・ティマンは農民を刺激してコロンビアの政治とは無縁な農業大学を別に要求させた。保守派民主党は1889年に遂に折れた。

## ティルマン時代および権利の剥奪 1890年-1914年
1890年、ティルマンは知事選に目を付けた。農民達がその立候補で結集し、容易に保守派民主党の候補者アレクサンダー・ハスケルを敗った。保守派は州内の農民運動の力を掴むことに失敗した。彼らはもはや南北戦争で戦った者に自動的に尊敬の念を抱く世代ではなかった。それだけでなく、ティルマンの「ユーモアがあり下卑た演説が好みの問題で彼よりも繊細ではない大衆にアピールした。
ティルマンの動きは多くの提案や持論を法制化することに成功した。その中でも、新しい州憲法の制定とアルコールに対する州専売制度が上げられる。ティルマンは「黒人が支配することについて病的な怖れ」を持っていた。
白人特権階級はアメリカ合衆国憲法修正第15条に抵触することなく黒人や貧しい白人から参政権を取り上げる規定を含む新しい憲法を作った。このことは主に、人頭税やアフリカ系アメリカ人や貧しい白人に悪影響を生む識字試験のような有権者規制に関する規定を通じて成し遂げられた。1895年に新憲法が発布され、投票権は実質的に白人のみに限定された。
レコンストラクションの間、州議会下院では黒人議員が過半数を占めていた。新しい制度では14万人の黒人のうち約15,000人のみが有権者登録する資格があるということを意味した。実際に白人登録官によって管理される主観的な有権者登録方法によって、さらに多くの黒人が投票を禁じられた。さらに、民主党予備選挙は白人のみに限定された。1896年10月までに、黒人が過半数という状況の中で、白人党員は5万人いたのに対し、黒人は5,500人に過ぎなかった。
1900年の国勢調査で参政権の制限程度がわかる。アフリカ系アメリカ人は州人口の58%となっていたが、総計で781,509人の市民が基本的に参政権がなかった。参政権の喪失は教育のある者にも教養のない者にも影響した。その利益を代表する者がいないということは黒人が州内で不公平に扱われていることを意味した。黒人は陪審員になることもできなかった。差別された学校や公共サービスは予算不足となった。法の執行は白人に支配された。アフリカ系アメリカ人は1964年および1965年に公民権運動が連邦法の成立を勝ちとるまで、参政権を復活させることができなかった。
「ベン・ティルマンの赤ちゃん」と呼ばれた州専売制度は州内で決して好評を得られず、その執行についてはダーリントンで暴動が起こった。1907年専売法が撤廃された。1915年、アルコールの合法的な販売は住民投票によって禁止された。
ティルマンのサウスカロライナ政界における影響力は、1895年に合衆国上院議員に転じた後に衰え始めた。民主党保守派が1902年に再度議会を抑えた。貴族的農園主ダンカン・クリンチ・ヘイワードが知事選で勝利した。かれらは基本的な変化は起こさず、事実、ヘイワードは専売法を大きな困難の中で強制し続けた。州内は急速な工業化を続けており、このことが新しい有権者階級、すなわち綿糸工場労働者の増加となった。
白人小作人や工場労働者が、1910年の知事選ではティルマン支持者のコールマン・ブリーズの後援でまとまった。彼らはブリーズが彼らを州政治力の重要な一部にしようとしていると信じた。しかし、ブリーズは知事に就任すると、工場労働者や貧しい農民に恩恵があるような政策を何も始めなかった。その代わりにブリーズの4年間の任期は非常に突飛な行動に終始した。このことで1914年の知事選では改革派のリチャード・マニングが勝利する道を作った。

## 経済の好況と破綻
1886年、アトランタの新聞発行者ヘンリー・W・グラディはニューヨークの聴衆に向かって、その「新しい南部」ビジョン、すなわち北部の経済をモデルにした南部について公表した。この時までに、北部に向けて輸送している綿花はサウスカロライナでも加工できるという考え方が既に何人かの事業家サウスカロライナ人の頭にあった。この考えはサウスカロライナ人にとって新しいものではなかった。1854年、チャールストン生まれのジェイムズ・ダンウッディ・ブラウンサン・デ・ボウが創設した「デ・ボウの南部と西部の市場調査」が、サウスカロライナにある3つの鉄道線、安価な原料、凍らない河川および労働力を上げて、サウスカロライナにおける製造業の可能性に投資する者に訴えかけた。
これらの利点は南北戦争後も存続した。19世紀の終わりまでに、繊維産業がサウスカロライナ中で急拡大したが、特に内陸部ではタービンを駆動する川があったので盛んになった。これは不況に陥っていた小作農経済を救った。白人にとって事態は好転していた。1902年、低地部でチャールストン博覧会が開催され、世界中からの訪問者を惹き付け、サウスカロライナが回復しつつあるという観念を印象づけることが期待された。4月9日、その母がコロンビアの学校に通っていたセオドア・ルーズベルト大統領が、会場を訪れた。ルーズベルトは北部と南部の間で今にも爆発しそうな敵意の仲直りを呼びかけた。
1914年に改革派の知事リチャード・マニングが選ばれたことで事態は好転し続けた。1900年頃にノースカロライナからもたらされた明るい葉のタバコ栽培が拡がり農業ブームをもたらした。このブームは不況で壊されたが、タバコ産業は回復し20世紀の終わり近くまで繁栄を続けた。南北戦争以前から綿花はあまり利益が上がらないにも拘わらず、州の主要農生産物で有り続けた。
1919年、ワタミゾウムシが拡がり州の綿花生産を破壊したが、これは南部全体でもそうだった。小作農や労働者は土地を離れなければならなくなった。公民権の剥奪と抑圧的人種差別、公的教育の予算不足や限られた機会と合わさり、綿花産業の破壊は黒人も白人も多くの者を北部の都市に向かわせ、より良い仕事、子供の教育、投票権の有るところでの生活を求めさせた。1910年から1940年に掛けての「大移民」にはアフリカ系アメリカ人も加わった。大移民の第2波は1970年代まで続いた。田舎の労働者であった者達がボルティモア、フィラデルフィア、ニューヨーク、ニューヘイブンおよびハートフォードなどの都市で都市型工場労働者になった。
第二次世界大戦中およびその後の軍事基地の拡張によって、製造業に対する国内および海外からの投資があり、サウスカロライナを再度活性化させることに貢献した。

## 公民権運動
ミシシッピ州やアラバマ州のような紛争地域と比較すれば、1950年代と1960年代のサウスカロライナはやや滑らかに人種差別撤廃が進んだ。しかし、1948年には州権民主党推薦でストロム・サーモンドが大統領選に出馬し、サウスカロライナの白人は第二次世界大戦後も民主党が連邦政府の管理色の強いニューディール政策を続けることに不満を示すようになった。
サウスカロライナの黒人は州の権限の南部版に問題があった。1940年まで、1895年の憲法に書かれた公民権剥奪の実施により州内の投票権があると考えられる年齢に達した者のわずか0.8%、3,000人にまでアフリカ系アメリカ人の権利を制限していた。アフリカ系アメリカ人は19世紀以来代表者を選ぶことができなかった。1960年すなわち公民権運動の間に、サウスカロライナの人口は2,382,594人となっており、その内の35%近く、829,291人のアフリカ系アメリカ人は60年間その代表が無いままにされた。
非暴力の行動は1961年にサウスカロライナ州ロックヒルで始まった。この時、9人の黒人でフレンドシップ・ジュニア・カレッジの学生が中心街のマクローリーの店で白人専用ランチカウンターに席を占め、退去を拒んだ。警官が彼らを逮捕したとき、学生達は200ドルの科料を払うかヨーク郡刑務所で30日間の手作業労働を選ぶかを言い渡された。フレンドシップ・ナインと呼ばれることになるこの9人は後者を選び、彼らの選択が「刑務所、保釈金無し」の戦略を使ったために公民権運動における全国的関心を呼んだ。
1962年にクレムゾン大学がハーベイ・ガントの入学を認めたとき、州と大学の評議員会がそれを妨げる法的請求を使い果たした後で、影響力有る白人の口から非暴力あるいは他の非礼な挙動は寛恕されるべきという意見が出てきた。ガントの入学は事故もなく行われた。1963年3月16日、「サタディ・イブニング・ポスト」はサウスカロライナ州の危機対処法を「尊厳有る人種差別撤廃：サウスカロライナ州がいかに平和を保ったかの内輪話」という記事で誉め上げた。20年後、ガントはノースカロライナ州シャーロットの市長を務めることになった。
1964年、バリー・ゴールドウォーターの綱領がサウスカロライナの保守的民主党員を刺激し、党を変えていたサーモンド上院議員に率いられる共和党へ白人の大きな鞍替えに繋がった。1964年の公民権法と1965年の選挙権法で、最終的にサウスカロライナ州の黒人は選挙権を復活させた。この時以来、アフリカ系アメリカ人は国政、州政、および地域の役職に対する選挙に常に参加している。
1968年のオレンジバーグで起こった悲劇的射殺事件は州の平和的な人種差別撤廃を打ち砕いた。ボウリング場のレーンを分離していることに抗議した学生の暴力に過剰に反応した警官によって、3人が射殺され、30人以上が負傷した。
1970年、サウスカロライナ州が300周年を祝ったとき、その住人の80%以上は州内で生まれた者だった。しかし、この時以降、北部の者がサウスカロライナのゴルフコースや海岸を発見した。州の特に海岸地域とさらに内陸は徐々に観光客の目的地として人気が出るようになりまた新しい到着者を引き付けた。ジム・クロウ法の時代に南部を出て行ったカロライナの黒人の子孫ですら戻ってきた。このように新しく入ってくる人がいるものの、州内で生まれた者の比率は約69%を保っている。

## 最近の出来事
1970年代、サウスカロライナはレコンストラクション以来となる共和党知事を選出した。1987年と1991年、もう一人の共和党知事であるキャロル・キャンベルを選出した。元民主党員で共和党員のデイビッド・ビーズリーは、その見解を再考させる精神の再生を経験していると宣言して、共和党員として知事選に出馬し勝利した。1996年、ビーズリーは議会議事堂にアメリカ連合国の旗が翻ったままにしておくことを正当化できないと宣言して市民を驚かせた。彼は、「多発する人種問題を原因とする暴力が政策とアメリカ連合国の旗を再考させ、それが排除されるべきという結論に達した」と述べた。伝統を重んじる者達はボブ・ジョーンズ大学のボブ・ジョーンズ3世が同じ見解を持っていると宣言したときにさらに衝撃を受けた。
ビーズリーはその人気を保ったまま1998年の選挙に出馬し、民主党の候補者はそれを阻止できなかった。注目すべきは、ビーズリーが民主党の3人目の挑戦者であるランカスター選出の州下院議員ジム・ホッジスに敗れたことである。以前合法のギャンブルに反対していたホッジスはビーズリーが教育を支援するための州運営の宝くじ創設に反対したことを攻撃した。ホッジスは宝くじを公的教育を改善するために必要な税金と表現した。
アメリカ連合国の旗をなびかせることに反対するビーズリーにホッジスは加わりたくなかったが、全米黒人地位向上協会はホッジスに対する支持を表明した（同時に同じ問題に関する州の会議ボイコットを要求した）。「USAトゥディ」の報告では、ビデオ・ギャンブル機械のメーカーであるコリンズはホッジスの選挙運動に少なくとも数百万ドルを寄付した。この数字は1千万ドルになるはずだという者もいる 。
しかし、ホッジスの当選後、世論は着実にビデオ・ギャンブル反対する方向に向かったので、この問題に関する住民投票を要求した。ホッジスは個人的には合法ギャンブルに「ノー」ということが予想される大衆に加わるが、それに反対する政治運動は行わないと断言した。2大政党の批評家はギャンブル産業に対するホッジスの負債によって、合法ギャンブルに反対する運動にホッジスを関わらせないようにしていると示唆している。州憲法には憲法修正条項の批准以外、住民投票に関する規定は無い。州議会はホッジスが就任した後すぐに州のビデオ・カジノを閉鎖した。
ホッジスは選挙の時に、アメリカ連合国の旗問題に関してビーズリーが提案して人気を増していた妥協案に同意すると告知した。ホッジスは州議会議事堂の敷地に旗の代わりにアメリカ連合国の記念碑を置くことを支持した。多くのカロライナ住民がこの提案を唯一の解決法として同意した。さらに、住民は州内への核燃料廃棄物輸送というホッジスの解決法も賞賛した。
ホッジスは中道の有権者とは疎遠になり、その結果2002年には州内主要新聞の大半が彼に代わるマーク・サンフォードを支持した。ホッジスは1999年のハリケーン・フロイドの時の避難誘導を州が誤ったことについて責任があった。2000年と2001年にはハリケーンが無かったので、ホッジスのフロイド後の改善がうまく行くかを市民達が判断する機会がなかった。
2002年、サウスカロライナの市民はホッジスの「サウスカロライナ教育宝くじ」からの収益が田舎や内陸都市の小学校、中学校、および高校の改良によりも大学の奨学金支払に使われていることを知って驚かされた。ホッジスは宝くじのための運動中に低級学校の成果を批判していた。
批判者の中にはホッジスの教会、ユナイテッド・メソジストの指導者達も含まれていた。彼らは宝くじを貧しい者が中流階級へ奉仕するために払う税金だと非難した。
宝くじの最初の年、ホッジスの運営陣は高校の生徒で上位30%に入った卒業生であるBクラスに入り、SAT (大学進学適性試験)で1,100点をマークしたサウスカロライナの者達に認める「LIFE奨学金」に4千万ドルを与えた。また低い学力でも認める「HOPE奨学金」には580万ドルを与えた。
ホッジスは2002年の知事選で、サリバン島からの元合衆国下院議員で、共和党の穏健派マーク・サンフォードに敗れた。

### 文献、研究
- Edgar, Walter. South Carolina: A History, (1998) the standard scholarly history
- Edgar, Watler, ed. The South Carolina Encyclopedia, University of South Carolina Press, 2006 ISBN 1-57003-598-9, the most comprehensive scholarly guide
- Rogers Jr. George C. and C. James Taylor. A South Carolina Chronology, 1497-1992 2nd Ed. (1994)
- Wallace, David Duncan. South Carolina: A Short History, 1520-1948 (1951) standard scholarly history
- WPA. South Carolina: A Guide to the Palmetto State (1941)
- Wright, Louis B. South Carolina: A Bicentennial History' (1976)

### 学者の2次研究（1865年まで）
- Orville Vernon Burton; In My Father's House Are Many Mansions: Family and Community in Edgefield, South Carolina. (1985) online edition
- Clarke, Erskine. Our Southern Zion: A History of Calvinism in the South Carolina Low Country, 1690-1990 (1996)
- Channing, Steven. Crisis of Fear: Secession in South Carolina (1970)
- Coit, Margaret L. John C. Calhoun: American Portrait (1950)
- Crane, Verner W. The Southern Frontier, 1670-1732 (1956)
- Ford Jr., Lacy K. Origins of Southern Radicalism: The South Carolina Upcountry, 1800-1860 (1991)
- Johnson Jr., George Lloyd. The Frontier in the Colonial South: South Carolina Backcountry, 1736-1800 (1997)
- Rogers, George C. Evolution of a Federalist: William Loughton Smith of Charleston (1758-1812) (1962)
- Roper, L. H. Conceiving Carolina: Proprietors, Planters, and Plots, 1662-1729 Palgrave Macmillan, ISBN 1-4039-6479-3.
- Schultz Harold S. Nationalism and Sectionalism in South Carolina, 1852-1860 (1950)
- Sinha, Manisha. The Counterrevolution of Slavery: Politics and Ideology in Antebellum South Carolina (2000)
- Smith, Warren B. White Servitude in Colonial South Carolina (1961)
- Wood, Peter H. Black Majority: Negroes in Colonial South Carolina from 1670 Through the Stono Rebellion (1996)

### 学者の2次研究（1865年以降）
- Bass, Jack and Marilyn W. Thompson. Ol' Strom: An Unauthorized Biography of Strom Thurmond,. (2003)
- David L. Carlton, Mill and Town in South Carolina, 1880-1920 (1982
- Clarke, Erskine. Our Southern Zion: A History of Calvinism in the South Carolina Low Country, 1690-1990 (1996)
- William J. Cooper Jr., The Conservative Regime: South Carolina, 1877-1890 (1968).
- Lacy K. Ford, "Rednecks and Merchants: Economic Development and Social Tensions in the South Carolina Upcountry, 1865-1900," Journal of American History, LXXI (September 1984), 294-318; in JSTOR
- Kantrowitz, Stephen. Ben Tillman & the Reconstruction of White Supremacy (2002)
- Kantrowitz, Stephen. "Ben Tillman and Hendrix McLane, Agrarian Rebels: White Manhood, 'The Farmers,' and the Limits of Southern Populism." Journal Title: Journal of Southern History. Volume: 66. Issue: 3. (2000) pp. 497+. in JSTOR online edition
- Keyserling, Harriet. Against the Tide: One Woman's Political Struggle. University of South Carolina Press, 1998.
- Peirce, Neal R. The Deep South States of America: People, Politics, and Power in the Seven Deep South States; (1974) solid reporting on politics and economics 1960-72
- Simon, Bryant. A Fabric of Defeat: The Politics of South Carolina Millhands, 1910-1948 (1998)
- Simkins, Francis Butler. The Tillman Movement in South Carolina (1926)
- Simkins, Francis Butler. Pitchfork Ben Tillman: South Carolinian (1944)
- Simkins, Francis Butler, and Robert Hilliard Woody. South Carolina during Reconstruction (1932).
- Slap, Andrew; "The Spirit of '76: The Reconstruction of History in the Redemption of South Carolina" in The Historian. Volume: 63. Issue: 4. 2001. pp 769+ online in JSTOR on 1876
- Tullos, Allen Habits of Industry: White Culture and the Transformation of the Carolina Piedmont (1989)
- Williamson Joel R.  After Slavery: The Negro in South Carolina during Reconstruction, 1861-1877 (1965)
- Zucek, Richard, State of Rebellion: Reconstruction in South Carolina U of South Carolina Press, 1996

### 地元での研究
- Bass, Jack and Jack Nelson.The Orangeburg Massacre,. Mercer University Press, 1992.
- Burton, Orville Vernon. In My Father's House Are Many Mansions: Family and Community in Edgefield, South Carolina (1985), new social history
- Carlton, David L. Mill and Town in South Carolina, 1880-1920 (1982)
- Doyle, Don H. New Men, New Cities, New South: Atlanta, Nashville, Charleston, Mobile, 1860-1910 (1990)
- Huff, Jr., Archie Vernon. Greenville: The History of the City and County in the South Carolina Piedmont (1995)
- Moore, John Hammond. Columbia and Richland County: A South Carolina Community, 1740-1990 (1993)
- Pease, William H. and Jane H. Pease. The Web of Progress: Private Values and Public Styles in Boston and Charleston, 1828-1843 (1985),
- Rose, Willie Lee.  Rehearsal for Reconstruction: The Port Royal Experiment (1964)

### 一次史料
- Pike, James Shepherd, The Prostrate State: South Carolina Under Negro Government(New York, 1874). hostile report on Reconstruction full text online at Making of America, University of Michigan
- Salley, Alexander S. ed. Narratives of Early Carolina, 1650-1708 (1911)
- Woodmason Charles. The Carolina Backcountry on the Eve of the Revolution Edited by Richard J. Hooker. (1953), a missionary reports